# Вівсяне молоко
Вівся́не молоко́ — рослинне молоко, що отримують із зерен цілісного вівса (Avena spp.) шляхом подрібнення, замочування, настоювання і фільтрації рослинного матеріалу для вилучення його поживних речовин. Вівсяне молоко має кремову консистенцію, легкий бежевий відтінок і характерний аромат, подібний до вівсяної каші.
Вівсяне молоко можна приготувати в домашніх умовах, але воно має короткий термін зберігання. Промислові варіанти продукту з подовженим терміном зберігання продаються без добавок або зі смаками: підсолоджене, ванільне і шоколадне. 
На відміну від іншого рослинного молока, що були винайдені людством давно, вівсяне молоко є сучасним творінням, розробленим шведським вченим Ріккардом Есте на початку 1990-х років. Протягом 2017-2019 років продажі вівсяного молока в США зросли у 10 разів. До 2019 року продукти з вівсяного молока включали кавовий забілювач, йогурт та морозиво. Вівсяне молоко може вживатися для заміни тваринного молока у веганських дієтах або у випадках медичних станів, коли тваринні молочні продукти несумісні, наприклад, непереносність лактози або алергія на коров'яче молоко. Порівняно з тваринним молоком та іншими веганськими молочними продуктами, вівсяне молоко має відносно низький вплив на навколишнє середовище завдяки низькій потребі в землі та воді для виробництва.

## Історія

### Винайдення
Соєве молоко передує всім іншим альтернативним видам молока, включаючи вівсяне молоко, бувши як культурним, так і комерційним продуктом. Від початку 20-го століття соєве молоко пройшло шлях з Азії до європейських та американських продуктових магазинів, спочатку як замінник тваринного молока через непереносність лактози. Зростання споживання соєвого молока з моменту його глобального поширення створило великий ринок рослинного, нетваринного молока, такого, як вівсяне молоко. Перший приклад рослинного напою на основі вівса був на початку 1990-х, коли Ріккард Есте розробив вівсяне молоко. Есте працював броматологом в Лундському університеті в Лунді, Швеція, коли він винайшов цей напій. Незабаром Есте заснував Oatly, першого комерційного виробника вівсяного молока.

## Харчова цінність
Містить вітаміни групи B, вітаміни A, E, H, залізо, фосфор, кремній, клітковину, цинк, мідь.
Калорійність:  ~ 34 ккал/100 гр

## В Україні
В Україні виробляють вівсяне молоко, яке можна знайти у відділах здорового, вегетаріанського або дієтичного харчування.